# 田崎真也のワインはV
『田崎真也のワインはV』（たさきしんやのワインはブイ）は、2006年10月3日から2007年3月27日までニッポン放送ほかで放送されていたトーク番組である。

## 概要
ソムリエであり料理研究家でもある田崎真也が、ワインと料理について語っていた番組。アシスタントは、ニッポン放送アナウンサーの増山さやかが務めた。
放送時間は毎週火曜 20:30 - 20:50 （日本標準時）。ただし聴取率調査週間など、特別番組の放送が予定されている週には休止となった。
番組の終了後、替わって火曜19:40枠で『田崎真也今夜の一杯』がスタートした。

## 放送局
- ニッポン放送[1]
- 茨城放送
- 栃木放送[2]
- ラジオ沖縄[3]